# 弗罗默泽
弗罗默泽（法語：Fromezey）是法国默兹省的一个市镇，属于凡尔登区（Verdun）埃坦县（Étain）。该市镇总面积5.96平方公里，2009年时的人口为55人。

## 人口
弗罗默泽人口变化图示